# Las Guayabitas, Chiapas
Las Guayabitas är en ort i Mexiko.   Den ligger i kommunen Las Rosas och delstaten Chiapas, i den sydöstra delen av landet, 800 km öster om huvudstaden Mexico City. Las Guayabitas ligger 1 752 meter över havet och antalet invånare är 112.
Terrängen runt Las Guayabitas är bergig. Runt Las Guayabitas är det ganska glesbefolkat, med 35 invånare per kvadratkilometer. Närmaste större samhälle är Socoltenango, 10,7 km söder om Las Guayabitas. I omgivningarna runt Las Guayabitas växer huvudsakligen savannskog.